# Bianco e nero
Bianco e nero é um filme de romance italiano de comédia dramática de 2008 dirigido por Cristina Comencini. O filme trata das relações raciais e interraciais quando o casado Carlo se apaixona por Nadine, esposa de um colega de sua própria esposa.

## Sinopse
Carlo Lodoli é um jovem técnico de informática, casado com Elena, uma mediadora cultural. O casal tem uma filha chamada Giovanna. Certa noite, em uma noite de informações promovida pelo trabalho de Elena, Carlo conhece Nadine, uma mulher bonita e rebelde e esposa de Bertrand, um colega de trabalho de Elena, do Senegal. Depois que a dupla conversa do lado de fora, Carlo lentamente começa a se apaixonar por Nadine. Ele então sugere a Elena que eles convidem Nadine e seus dois filhos, Felicite e Christian, para a festa de aniversário de Giovanna. Durante a festa, Carlo fica obcecado por Nadine. Mais tarde, tendo estabelecido sua atração um pelo outro, Nadine pede a Carlo que conserte seu computador para manter contato. Mais tarde, Carlo liga para a casa de Nadine para consertar seu computador. Quando Carlo sai, ele de repente bate na porta e é convidado por Nadine. Os dois então fazem amor na sala de estar de Nadine e começam um caso. Quando seus respectivos cônjuges descobrem o caso, porém, Carlo e Nadine são expulsos de suas casas. Carlo vai morar com sua mãe, enquanto Nadine é colocada no depósito de um apartamento para mulheres administrado por sua irmã Veronique. Carlo e Nadine continuam a se ver. No entanto, após pressões, Carlo e Nadine eventualmente voltam para seus respectivos cônjuges. Algum tempo depois, porém, Carlo e Nadine se encontram novamente por acaso. Percebendo que ainda se amam, Carlo e Nadine decidem permanecer juntos, apesar das consequências que sabem que enfrentarão.

## Elenco
- Fabio Volo como Carlo
- Ambra Angiolini como Elena
- Aïssa Maïga como Nadine
- Eriq Ebouaney como Bertrand
- Katia Ricciarelli como Olga
- Anna Bonaiuto como Adua
- Franco Branciaroli como Alfonso
- Teresa Saponangelo como Esmeralda
- Billo Thiernothian como Ahamdou
- Awa Ly como Veronique
- Bob Messini como Dante